# Spillsbury
Spillsbury est un groupe allemand d'electropop, originaire de Hambourg.

## Histoire
Le groupe est formé en 2001 par Zoë Meißner et Tobias Asche. Le premier support sonore du groupe, un vinyle éponyme de 4 morceaux, sort en juin 2002,. Avec ce premier album, le groupe rejoint le label L'Âge d'or, également basé à Hambourg. Après la faillite de ce dernier, ils changent de la label pour Raboisen Records. Ils sortent leur deuxième album, Raus en 2003.
Ils publient leur dernier album en date, Auf zum Atem,, avant de dissoudre le groupe en 2009.

## Style musical
Le style du groupe est comparable à celui des groupes d'electropop et post-punk des années 1980 comme Sigue Sigue Sputnik, les débuts de la NDW et le punk rock. Les goûts musicaux privés du groupe se recrutent toutefois plutôt dans le domaine du rock. Les textes, chantés en allemand, traitent de l'aliénation et du malaise face aux conditions sociales. L'échec des relations interpersonnelles (notamment amoureuses) est également un thème récurrent.

## Discographie
- 2002 : Spillsbury (EP)
- 2003 : Raus (album)
- 2003 : Kurz vor vier/Jona (7")
- 2003 : Die Wahrheit (maxi-CD)
- 2004 : Was wir machen (maxi-CD)
- 2004 : Zwei von vielen/Nein (maxi-CD)
- 2005 : 2 (album)
- 2008 : Lass Mich (single numérique)
- 2008 : Auf zum Atem (album)